# Свест
Свест је свеукупност доживљаја и психичких процеса у појединцу (лична свест) или друштвеној заједници (друштвена свест). Уопштено, означава стање будности и реактивности на догађања у околини, насупрот стању спавања и несвести. Међутим, недостатак дефиниција довео је до миленијума анализа, објашњења и дебата филозофа, теолога, лингвиста и научника. Мишљења се разликују о томе шта тачно треба проучавати или чак сматрати свешћу. У неким објашњењима, то је синоним за ум, ау другим временима, аспект ума. У прошлости је то био нечији „унутрашњи живот“, свет интроспекције, приватне мисли, маште и воље. Данас често укључује било коју врсту сазнања, искуства, осећања или перцепције. То може бити свест, свест о свести или самосвест или се стално мења или не. Различити распон истраживања, појмова и спекулација изазива радозналост да ли се постављају права питања.
У психологији, свест је у најопштијем значењу свеукупност властитих психичких доживљаја (осети, опажаји, сећања, мишљење, представе, асоцијације, осећања, потребе и сл.) које смо у стању непосредно да опазимо самопосматрањем и релативно јасно опишемо или на други начин изразимо. У психолошком смислу свест је исто што и доживљавање уопште, свеукупност психичких процеса, субјективни живот појединца и његова самоопажања.
У социологији, свест је систем уверења, представа, ставова, вредности и знања, настао под утицајем традиције и друштвено-културних чинилаца, који припада једном колективу, друштву или друштвеном слоју (друштвена свест, класна свест, национална свест). Дефинише се и као психичка стварност која обухвата садржај чулних података и опажаја. Представља стечена знања и навике, усвојене вредности, ставове и уверења грађана о некој појави.
У филозофији, свест је знање о непосредном доживљају себе, стање непосредног спознавања. Један је од основних онтолошких проблема, јер истражује однос између битка и свести (материјалног и психичког, стварног и духовног). У спознајној теорији свест је основа рефлексије и усмереност на садржаје спознавања.
У пренесеном смислу свест је спознајна или морална сигурност у одређивању неког предмета, друштвене збиље или самог себе.

## Савест
Близак свести је и појам савести. Савест је људској природи урођена способност моралног просуђивања властитих поступака и мисли. Према психолошком и психоаналитичком тумачењу, то је систем интернализованих моралних вредности и правила о томе шта је добро или зло, дозвољено или забрањено, морално или неморално. Ствара се током поступка социјализације идентификацијом са најважнијим особама из околине, посебно са родитељима. Најважнија функција савести је управљање рушилачим и неприхватљивим тежњама односно спречавање да допру до Ега. По психоанализи, Суперего је контролор Ега, „унутрашњи судија” који осуђује, прети и свирепо кажњава Его, баш као што су то родитељи раније чинили свом детету.

## Свест у филозофији
Декарт одређује свест као сигурни темељ истине или битка. Лајбниц уводи монаде као активне и живе свести, с највишим ступњем Богом. Кант уводи појам “трансценденталне свести”. Хегел уводи “феноменологијом духа” као развој појавних облика свести апсолутног духа.
Природу свесног искуства и препреке унутар тога искуства у филозофији ума проблематизују физикализам, бихевиоризам и функционализам.

## Свест у психологији
У психологији, свест је укупност субјективних психичких процеса на које је појединац усмерен у одређеном тренутку; у том је значењу уско повезана с феноменом пажње.
Иако је свест била један од средишњих појмова традиционалне психологије, под утицајем бихевиоризма је, као искључиво субјективни феномен, занемарена у каснијим психолошким истраживањима.
У новије се доба поново истражује, посебно у подручју когнитивне психологије. Резултати новијих неуронаучних анализа упућују на то да је свест везана уз рад сложених можданих неуронских кругова који укључују делове коре великога мозга у чеоном, теменом и слепоочном режњу, али и нека супкортикална подручја, понајпре делове таламуса.

## Свест у будизму
Свест је један од темељних појмова у будизму. Представља чин регистровања чулног подражаја и идеја у тренутку док се одигравају. У будизму, свест је једна од карика у условном настајању патње, и њено укидање је предуслов који води нирвани. Буда је говорио:
Жеђ и страст за свешћу о виђеном, додирнутом, мирисаном, кушаном, чутом, мишљеном, јесу сметње уму. Када је монах напустио умне сметње у ових шест случајева, [његов] ум постаје употребљив за оне ствари које треба сазнати непосредним знањем.— Сидарта Гаутама
Свест је реакција или одговор који за основу има једно од шест чула (око, ухо, нос, језик, тело и ум), а за свој предмет једну од њима одговарајућих појава (лик, звук, мирис, укус, опипљиво и идеју или мисао). На пример, свест о виђеном (cakkhu-viññana) има око као основу и видљив лик као објекат. Ментална свест (mano-viññana) има ум (manas) као основу и идеју или мисаону појаву (dhamma) као свој предмет. Слично осећају, опажају или вољи, свест је такође шестоврсна, у односу на шест врста чула.

## Интердисциплинарне перспективе
Западни филозофи још од времена Декарта и Лока су настојали да схвате природу свести и како се она уклапа у ширу слику света. Ова питања остају централна и за континенталну и за аналитичку филозофију, у феноменологији и филозофији ума.
Свест је такође постала значајна тема интердисциплинарног истраживања у когнитивним наукама, укључујући области као што су психологија, лингвистика, антропологија, неуропсихологија и неуронаука. Примарни фокус је на разумевању тога шта биолошки и психолошки значи да информације буду присутне у свести – то јест, на одређивању неуронских и психолошких корелата свести.
У медицини, свест се процењује посматрањем узбуђења и реакције пацијента, и може се посматрати као континуум стања у распону од пуне будности и разумевања, преко дезоријентације, делиријума, губитка смислене комуникације и коначно губитка покрета као одговора на болне стимулусе. Питања од практичне важности укључују како се присуство свести може проценити код тешко болесних, коматозних или анестезираних људи и како лечити стања у којима је свест оштећена или поремећена. Степен свести се мери стандардизованим скалама за посматрање понашања као што је Глазговска скала коме.